# 김말임
김말임(金末壬、1922년 1월 27일~2008년 5월 4일)은 대한민국의 시인이다.